# Knjižna uspešnica
Knjižna uspešnica (angleško: bestseller), pomeni izvirno tiste knjige, ki so po podatkih prometa v določenem času dosegle najvišjo prodajo. 
Številni dnevniki, tedniki in mesečniki prinašajo sezname uspešnic; med njimi je najbolj znan New York Timesov seznam. Izraz ima predvsem tržni pomen; del objavljenih del namreč ne dobiva nikakršne podpore in jih morajo financirati založniške hiše same. Takim izdajam je v veliko pomoč novica, da je knjiga postala uspešnica, npr. uspešnica Fraka Bucka Bring ‘Em Back Alive iz leta 1930.
Izraz uporabljajo v novejšem času ne le za knjige, ampak tudi za druge podobne izdaje, npr. za gramofonske plošče (Avseniki, Heintje, The Beatles …), pa tudi za CD in DVD izdaje.